# Sistema de seguimiento de candidatos
Un sistema de seguimiento de candidatos o solicitantes (en inglés: Applicant Tracking System - ATS) es una aplicación informática que permite la gestión electrónica de las necesidades de reclutamiento y contratación, desde la recepción de los currículos hasta la contratación de los empleados. Un ATS puede implementarse o ser accedido en línea tanto por grandes como por pequeñas empresas, según las necesidades de la organización; también hay disponible software ATS gratuito y de código abierto. Un ATS es muy similar al software para la administración de la relación con los clientes (CRM), pero está diseñado para el seguimiento de la contratación. En muchos casos filtran automáticamente a los solicitantes en función de determinados criterios, como palabras clave, las aptitudes, los antiguos empleadores, los años de experiencia y las escuelas a las que han asistido. Esto ha hecho que muchos adapten técnicas de optimización de currículums similares a las utilizadas en la optimización de los motores de búsqueda al crear y dar formato a sus currículums.

## Lista de principales ATS
- Flatchr
- Oracle
- TalentView
- Beetween
- Taleez
- Inasoft
- DigitalRecruiters
- WeRecruit
- ScopTalent
- Nicoka CABS
- Eolia Software
- Tool4Staffing
- Inrecruiting